# 스코틀랜드 은행

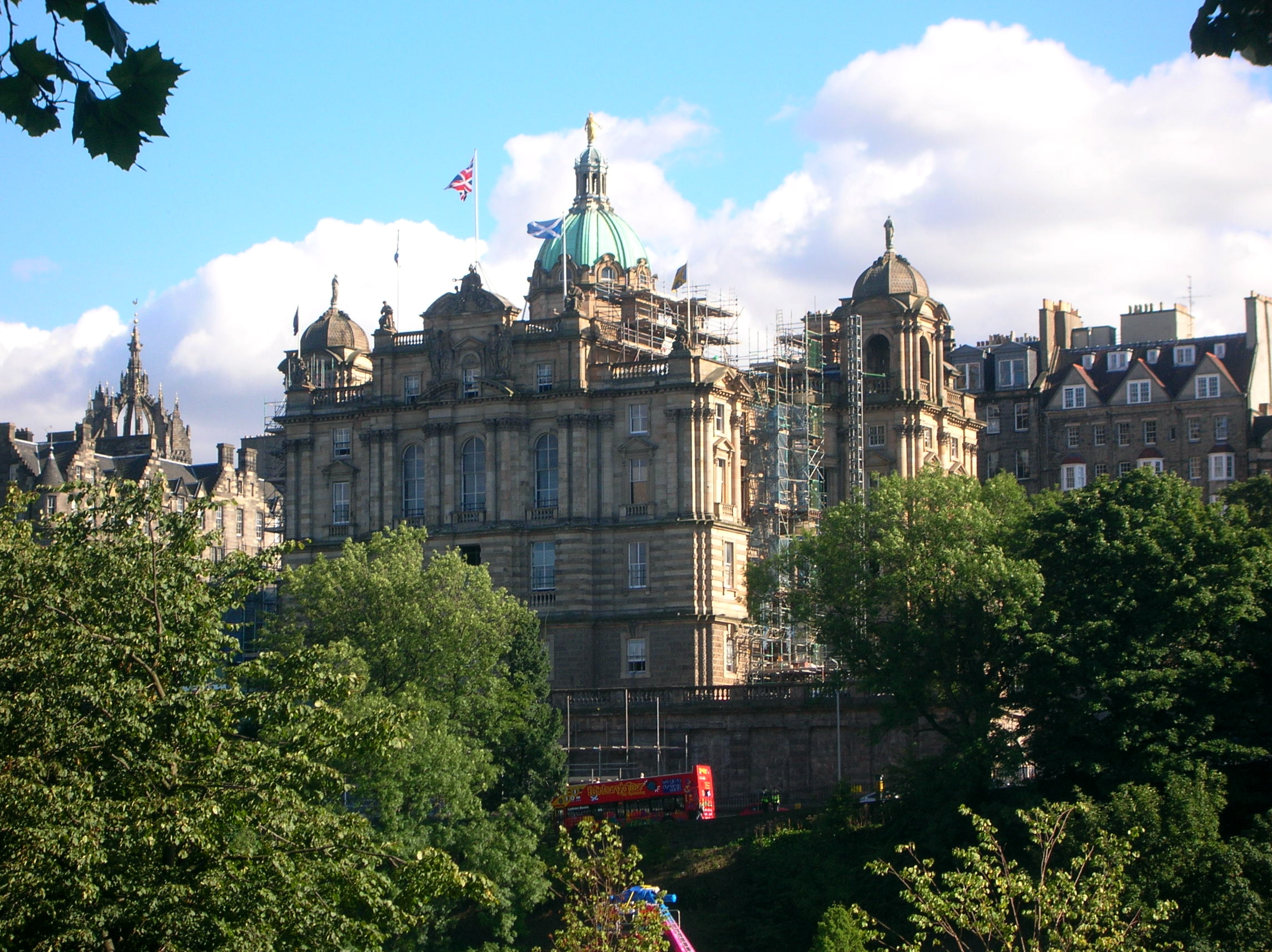

스코틀랜드 은행(영어: Bank of Scotland)은 스코틀랜드의 상업 은행이다. 중앙 은행은 아니지만 전통적으로 통화 (지폐) 발행권을 갖는다. 본점은 에딘버러에 있다. 2001년 이후 영국의 요크셔 지방을 지반으로하는 금융 기관, 핼리팩스 (Harifax)와의 공동 지주 회사, HBOS의 산하에 있다.